# Panhard SPHINX
Le SPHINX (abréviation de « Secret Project for High Intensity and New Conflicts », litt. « Projet secret pour des conflits de haute intensité et nouveaux ») est un projet de véhicule militaire français développé par Panhard General Defense présenté en 2011.

## Caractéristiques
Le SPHINX est développé en 2009 dans le cadre du programme EBRC, Engin blindé de reconnaissance et de combat en tant que projet privé par Panhard. Son rôle serait de remplacer les ERC-90 Sagaie aussi construits par Panhard. 
Véhicule blindé de 5,50 sur 3,00 mètres, il disposerait d'un moteur de 600 chevaux, pourrait atteindre 110 kilomètres à l'heure sur route et aurait une capacité de feu importante.  Le SPHINX adopte une configuration 6×6. Le poids total du véhicule est de 17 t. L’équipage est composé de trois hommes.
Son châssis peut recevoir différentes configurations d’armement : canon automatique, lance-missile antichar, mortier. Il dispose d’une protection balistique pouvant atteindre le niveau 4 du standard Otan STANAG. La tourelle de Lockheed Martin est équipée d’un canon automatique de 40 mm CTC  à munitions télescopées, d’une mitrailleuse coaxiale et de quatre missiles antichars.
Le SPHINX est resté à l’état de prototype.